# Platypalpus achlytarsis
Platypalpus achlytarsis är en tvåvingeart som beskrevs av Chillcott 1962. Platypalpus achlytarsis ingår i släktet Platypalpus och familjen puckeldansflugor. Inga underarter finns listade i Catalogue of Life.